# Calabozo (Venezuela)
Pour les articles homonymes, voir Calabozo.
Calabozo est une ville de l'État de Guárico (Venezuela), capitale de la paroisse civile de Calabozo et chef-lieu de la municipalité de Sebastián Francisco de Miranda. Sa population est de 153 231 habitants[Quand ?],[réf. nécessaire], elle est la plus grande ville de l'État et sa capitale industrielle.

## Histoire
C'est le lieu de la victoire de Bolivar sur La Torre le 24 juin 1821.

## Patrimoine
- Cathédrale de tous les saints